# 馬面裙

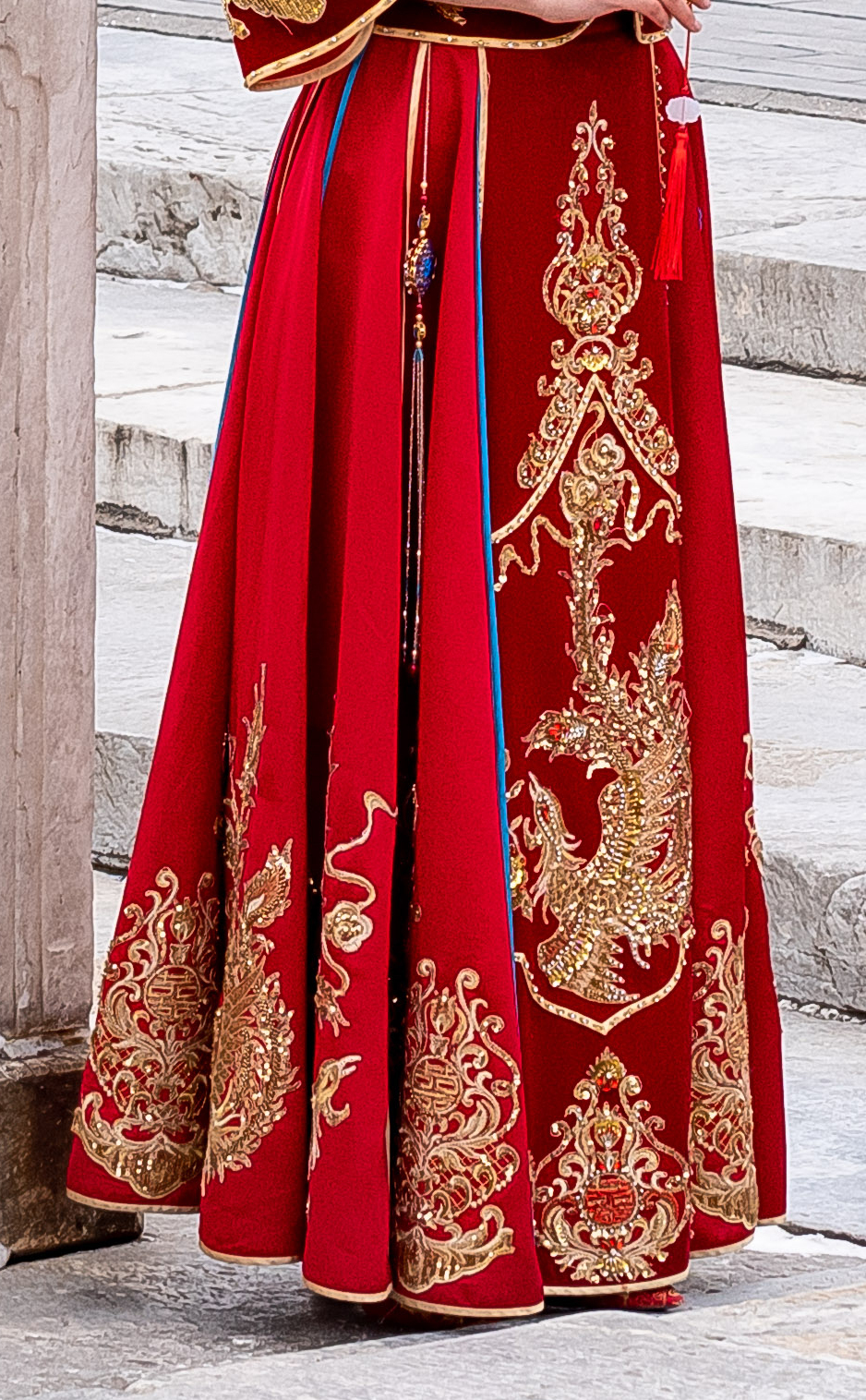
身穿秀禾裙的新娘（马面裙的现代改制版）

馬面裙是一种中國传统裙装，也称马面褶裙，是古代中国具有代表性的服饰之一。
馬面裙起源於宋末元初，在明朝和清朝時開始流行，至中華民國時期依舊有人穿著。随着朝代的起起落落马面裙的特征也随之发生了不同的变化，从宋代的马面裙前身两片裙发展到明代的马面裙形制， 明代马面裙的形制也在满清时期汉服体系崩塌的时候以其他形式所残留。随后在进入21世纪亦因为汉服运动的兴起而得到了一定的推广。

## 名称起源
馬面裙得名有多種說法，一說馬面裙前后共有四个裙门（即裙子被分割成三塊梯形），其中因为中间裙门是一块长方形，像一張长长的马脸，所以得名馬面，整個裙子被稱為馬面裙。旁邊兩塊稱為旁翼。另一說為中間裙門像是古代城牆馬面一樣，而得此名。

## 文化
马面裙代表了中国女性生活中的一种重要的审美和文化理念，轻视结构、重视装饰、含蓄自然的美学思想。与西方重视结构、突出人体的立体裁剪形成了鲜明的风格对比。 马面裙常装饰有代表吉祥的饰配和刺绣图案。由于其独特的重叠结构，裙子的正面（或背面）有开口，据称最初是为了更便于骑马所作的设计，但是这并非马面裙名称的由来。

## 外部連結
- 戴安娜王妃曾於1981年穿著馬面裙 （页面存档备份，存于）